# 6801 Střekov
(6801) Střekov, denumire internațională (6801) Strekov, este un asteroid din centura principală de asteroizi.

## Descriere
6801 Střekov este un asteroid din centura principală de asteroizi. A fost descoperit pe 22 octombrie 1995 la Observatorul Kleť de Zdeněk Moravec. Asteroidul prezintă o orbită caracterizată de o semiaxă mare de 2,21 ua, o excentricitate de 0,13 și o înclinație de 5,2° în raport cu ecliptica.